# Tjärnsjön, Bohuslän
Tjärnsjön är en sjö i Stenungsunds kommun i Bohuslän och ingår i Göta älv-Bäveåns kustområde. Sjön är 7 meter djup, har en yta på 0,02 kvadratkilometer och befinner sig 120 meter över havet.